# Guapira fragrans
Guapira fragrans är en underblomsväxtart som först beskrevs av Dum.Cours., och fick sitt nu gällande namn av Elbert Luther Little. Guapira fragrans ingår i släktet Guapira och familjen underblomsväxter. Inga underarter finns listade i Catalogue of Life.